# Bouddhisme de Nichiren
 (juin 2020).

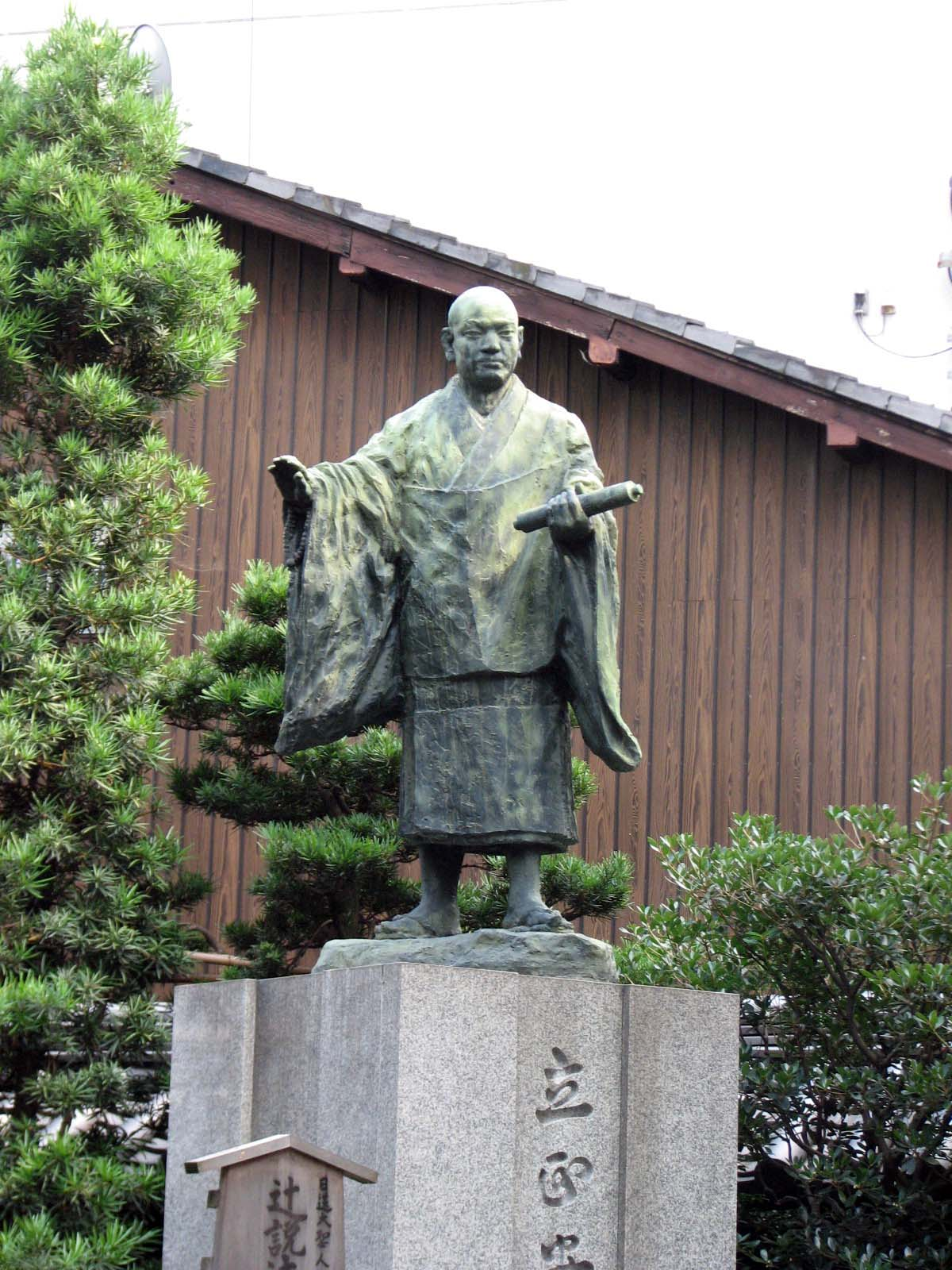
Statue de Nichiren au temple Honnō-ji à Kyoto au Japon.

Le bouddhisme de Nichiren est une branche du bouddhisme au Japon. Il est fondé sur les recherches et l'enseignement de Nichiren, moine bouddhiste et érudit du XIIIe siècle (1222-1282).

## Le fondateur et sa fondation
Nichiren est issu d'une famille modeste de pêcheurs. Il commence dès l'âge de onze ans à se former au bouddhisme de l’école Tendaï auprès de son maître Dozen-bō, avant d'étudier les principaux courants du bouddhisme au Japon de son temps : le Zen, le Jodo-Shu (école de la Terre Pure), ainsi que le Shingon. Il fonde son école, la Hokke-shū (法華宗, lit. : École du Lotus) le 28 avril 1253. 
Afin de concrétiser son enseignement et pour lui permettre une large propagation tant dans le temps que l'espace, Nichiren trace un mandala (le «Gohozon») sous la forme d’un diagramme qui décrit l’état de Bouddha et les neuf autres états de vie que possède tout être humain afin, explique Nichiren, d’« observer notre propre esprit et y trouver les dix états ».

## Fondements du courant
Moine formé dans le bouddhisme Tendaï, Nichiren Daishonin étudie pendant vingt ans, de 1233 à 1253, et arrive à la conclusion que l'enseignement le plus élevé du Bouddha Shakyamuni (le fondateur auquel se référent la base de toutes les formes du bouddhisme) se trouve dans le Sūtra du Lotus. Il examine et confirme la classification des divers enseignements du Bouddha en deux grands courants :  le Hīnayāna (dit « petit véhicule » ou « enseignements préparatoires » car il permet de ne sauver (bodhi) que certaines personnes de l'ignorance fondamentale) et le Mahāyāna, dit « grand véhicule » car ce courant affirme que tout être peut être sauvé. C'est dans ce dernier courant que s'inscrit le bouddhisme de Nichiren.
Fondée en 1253 par Nichiren, l'école est d'abord appelée Hokke-shū (« école du Lotus ») mais, afin de la distinguer du Tendai-shū, couramment appelé Tendai Hokke-shū, le nom de Nichiren est ajouté — ce qui donne Nichiren Hokke-shū — , appellation ensuite abrégée en Nichiren-shū.
La pensée et les enseignements de Nichiren sont en lien direct avec l’« enseignement essentiel » de Siddhartha Gautama, le bouddha historique À la suite de ses années d’étude, Nichiren établit son école en s'appuyant essentiellement sur le Sûtra du Lotus et les commentaires dus à Zhiyi (le grand maître Tiantai) et à son disciple immédiat, Miaole, ou encore ceux du grand maître Dengyō, fondateur du Tendai.
Afin de que le plus grand nombre possible de personnes de toute condition bénéficient de cet enseignement, il reprend le titre du Sûtra (daimoku) sous forme de mantra et développe sa récitation comme pratique unique. Le mantra Namu myōhō renge kyō (« Hommage au Sūtra du Lotus de la Loi correcte ») exprime la dévotion aux enseignements du bouddha Shakyamuni tels qu'ils sont exprimés dans le Sūtra du Lotus. Le principe majeur de l'enseignement de Nichiren réside en effet dans l'affirmation que l'éveil peut être atteint par tout un chacun en une seule vie si l'on récite ce mantra avec foi (śraddhā). Ce principe a été préservé par toutes les écoles se réclamant de Nichiren.
Dans sa volonté de propager ce qu'il avait compris en approfondissant durant de nombreuses années la doctrine du Bouddha, Nichiren enseigne la méthode de shakubuku pour transmettre la pratique essentielle du Daïmoku (la récitation du titre sacré du Sûtra du Lotus) comme réponse unique aux quatre souffrances fondamentales (naissance dans un monde troublé, maladie, vieillesse et mort). Il se heurte ainsi aux différents courants de son époque, le Zen et l'Amidisme, mais aussi le Shingon et le Tendai. Toutefois, il est vainqueur de débats publics[réf. nécessaire], ce qui lui vaut finalement la reconnaissance du Shogunat de son temps.

## Développement
L'école de Nichiren reçoit une reconnaissance officielle au Japon en 1334, « [m]ais elle connaît des affrontements violents avec le monastère tendai du mont Hiei. Au milieu du XVIe siècle, elle sera presque anéantie à Kyôto, mais renaîtra rapidement, tant sa vitalité et sa popularité sont grandes (...). » . Durant l'ère Meiji, six écoles spécifiques sont reconnues, et elles sont institutionnalisées en 1874.
La Nichiren Shōshū, littéralement « école orthodoxe de Nichiren », a été fondée par Nikkō Shōnin (en). Cette école voit en ce dernier — à la différence d'autres écoles — le successeur de Nichiren parmi ses principaux disciples. École mineure pendant plusieurs siècles, elle prit de l'importance vers 1900, rompant tout lien avec l'école originelle Nichiren Shū.

## Le bouddhisme de Nichiren aujourd'hui

### Les écoles
De nos jours, le bouddhisme de Nichiren vit à travers huit branches « historiques ». Le développement de ces courants est plutôt confidentiel, et la grande majorité de leurs adeptes sont des Japonais. Ce sont :
- Nichiren Shū, abréviation de Nichiren Hokke-shū, initialement Hokke-shū. Parfois aussi appelée Daimoku-shū[8] ;
- Nichiren shōshū ;
- Nichiren Honshū ;
- Nichiren Shū Fuju-fuse-ha ;
- Kempon Hokkeshū ;
- Hokkeshū Honmon-ryū ;
- Hokkeshū Jinmon-ryū ;
- Hokkeshū Shinmon-ryū.

### Mouvements néo-bouddhiques
Il existe également des mouvements néo-bouddhiques plus récents, comme Reiyukai, le Risshô Kosei, et la Soka Gakkaï, qui suivent son enseignement.